# معادله حرکت اویلر لاگرانژ
تانسور ضربه-انرژی در نسبیت عام تانسور مرتبه دومی است که برای چگالی ماده-انرژی {\displaystyle \rho } و چگالی فشار هیدروستاتیک {\displaystyle p} چنین تعریف می‌شود.
{\displaystyle T^{\alpha \beta }\,=\left(\rho +{p}\right)u^{\alpha }u^{\beta }+pg^{\alpha \beta }}
مشتق هموردا (کواریانت)آن منجر به معادله حرکت اویلر لاگرانژ می‌شود.
{\displaystyle \eta ^{\mu \nu }\partial _{\mu }\partial _{\nu }\phi +V'(\phi )=\partial _{t}^{2}\phi -\nabla ^{2}\phi +V'(\phi )=0}